# Elko (Nevada)
Pour les articles homonymes, voir Elko.
Elko est une petite ville, siège du comté du même nom, dans le nord de l'État du Nevada, aux États-Unis. En 2010, la ville comptait 18 297 habitants. Elko est le siège du comté d'Elko.

## Géographie et climat

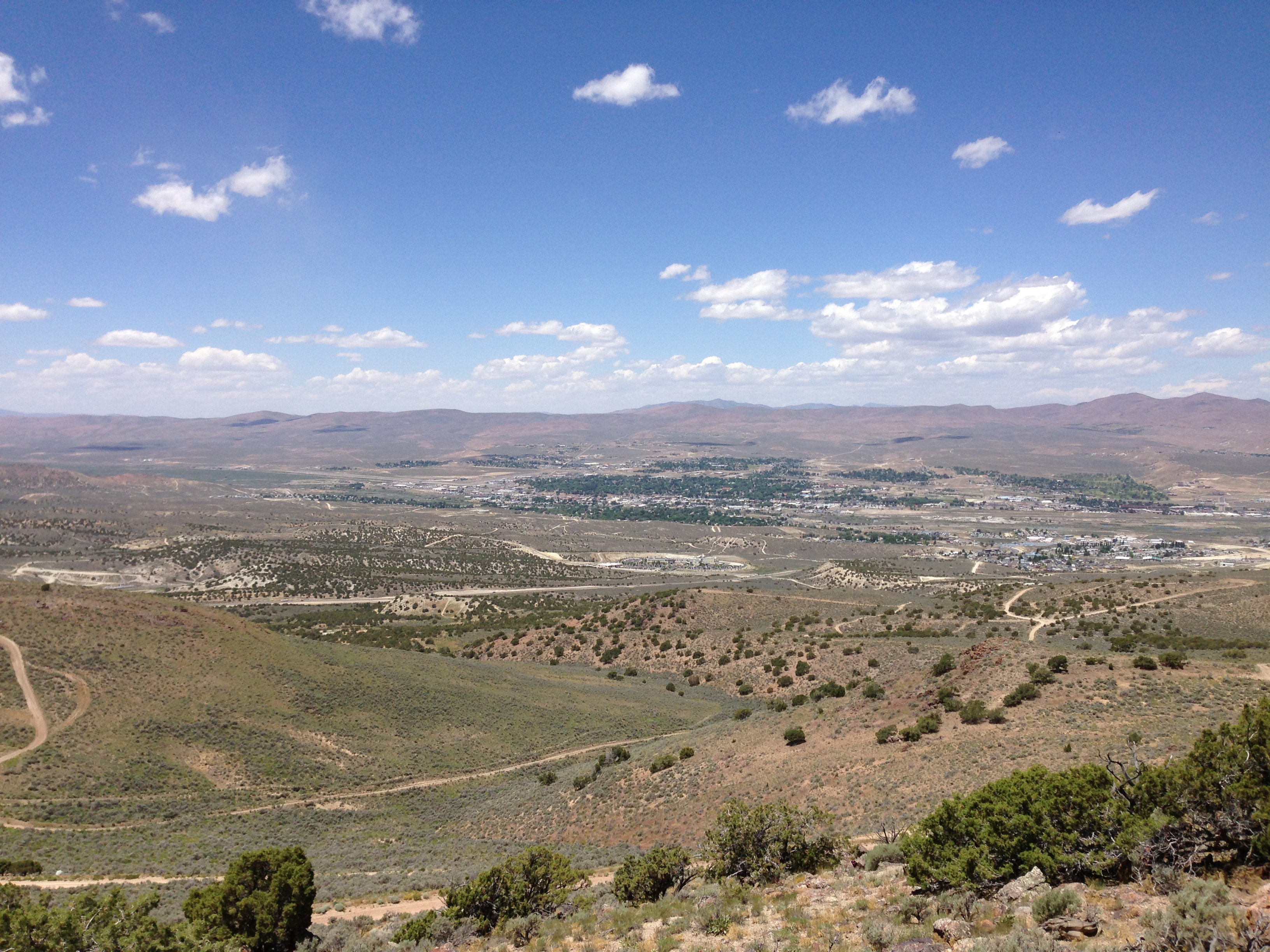
Elko depuis les reliefs environnants

Selon les données du Bureau du recensement des États-Unis, Elko s’étend sur 37,5 km2. Elle est traversée par le fleuve Humboldt, qui ne coule pas de manière permanente. La ville se trouve en effet dans une région aride, le Grand Bassin où les cours d'eau sont endoréiques. La température moyenne est de 8,2 °C et le total annuel des précipitations est de 251 mm.
| Mois                     | jan. | fév. | mars | avril | mai  | juin | jui. | août | sep. | oct. | nov. | déc. |
| ------------------------ | ---- | ---- | ---- | ----- | ---- | ---- | ---- | ---- | ---- | ---- | ---- | ---- |
| Température moyenne (°C) | 3,8  | 0,3  | 3,1  | 6,8   | 11,7 | 16,9 | 21,5 | 20,4 | 14,8 | 8,7  | 2,1  | 3,5  |
| Précipitations (mm)      | 25   | 20   | 25   | 20    | 25   | 22   | 7    | 17   | 15   | 17   | 28   | 28   |

## Démographie
Lors du recensement de 2010, le village comptait une population de 18 297 habitants. Elle est estimée, en 2017, à 20 451 habitants.

## Transports
Elko est la plus grande ville située entre Salt Lake City et Reno sur l'Interstate 80. La ville est desservie par les bus des Greyhound Lines, le train Amtrak California Zephyr et par SkyWest, une compagnie aérienne qui relie l'Elko Regional Airport à Salt Lake City.

## Culture
- National Cowboy Poetry Gathering : un festival qui a lieu en janvier
- Western Folklife Center, dans le vieux Pioneer hotel.
- National Basque Festival en juillet : traditions basques (danse, spécialités culinaires, course de taureaux, épreuves de force).
- Elko possède de nombreux casinos : Stockmen's Casino & Hotel, Commercial Casino, High Desert Casino, Red Lion Casino et le Gold County Inn & Casino
- La prostitution y est légale

## Médias
- Elko Daily Free Press Site web
- Elko Local News Site web
- KTSN AM
- KLKO FM
- KELK AM
- KHIX FM